# Stellers søløve
Stellers søløve (Eumetopias jubatus) er en øresæl fra det nordlige Stillehav. Det er det eneste medlem af slægten Eumetopias og den største art af øresæler (Otariidae). Arten er opkaldt efter den tyske naturforsker Georg Wilhelm Steller, som beskrev den i 1741. Stellers søløve har tiltrukket sig betydelig opmærksomhed i de seneste årtier som følge af betydelige, uforklarede fald bestandsstørrelsen i store dele af deres udbredelsesområde i Alaska.